# Крылов, Дмитрий Осипович
Дмитрий Осипович Крылов (1873—1950) — русский и советский учёный-медик, кардиолог, организатор здравоохранения и медицинской науки, доктор медицинских наук (1906), профессор (1913), генерал-майор медицинской службы (1943). Заслуженный деятель науки РСФСР (1944).

## Биография
Родился 25 октября 1875 года в городе Новочеркасске.
С 1892 по 1897 год обучался в Императорской медико-хирургической академии, которую окончил с отличием. С 1897 по 1903 год — младший ординатор и ординатор Новочеркасской губернской больницы. С 1903 по 1904 годы — ординатор диагностической клиники М. В. Яновского при Императорской медико-хирургической академии. С 1904 по 1905 год —
участник Русско-японской войны в качестве старшего врача Приморского драгунского полка. С 1906 по 1908 годы младший врач Люблинского военного лазарета.
С 1908 по 1913 год — ассистент и приват-доцент диагностической клиники Императорской военно-медицинской академии. С 1913 по 1916 год — экстраординарный профессор, с 1916 по 1925 год — ординарный профессор и заведующий кафедрой госпитальной терапевтической клиники Императорского Николаевского университета.
С 1925 по 1947 год — начальник кафедры госпитальной терапии Военно-медицинской академии имени С. М. Кирова. В 1944 году Указом Президиума Верховного Совета РСФСР «За выдающиеся заслуги в научной и педагогической деятельности» Д. О. Крылову было присвоено почётное звание — Заслуженный деятель науки РСФСР.
В 1906 году Д. О. Крылов защитил докторскую диссертацию по теме: «Об изменении кровяного давления под влиянием кофеина у сердечных больных с расстройством компенсации». В 1913 году Д. О. Крылову было присвоено учёное звание — профессора. В 1943 году Постановлением Совета Министров СССР Д. О. Крылову было присвоено воинское звание — генерал-майор медицинской службы.
Основная педагогическая и научно-методическая деятельность Д. О. Крылова была связана с вопросами в области кардиологии, изучения звукового метода определения кровяного давления, клиники хрониосептических и патогенеза инфекционных заболеваний. Д. О. Крылов был председателем секции кардиологии и членом Правления Ленинградского терапевтического общества, являлся автором более 70 научных трудов.
Скончался 16 февраля 1950 года в Ленинграде, похоронен на Богословском кладбище.

«Внешне это был пузатый коренастый здоровяк с длинными полуукраинскими усами и хриплым прононсом. Он жил в большой барской квартире один, как сурок», — описывает его в 1920-е годы А. Л. Мясников.

## Основные труды
- Клинические наблюдения над изменениями кровяного давления под влиянием кофеина у сердечных больных с расстройством компенсации / Из Диагност. клиник внутр. болезней проф. М. В. Яновского. — Санкт-Петербург : электрич. тип. В. Я. Мильштейна, 1906 г. — 178 с.
- К вопросу о механизме происхождения симптома Duroziez / Д. О. Крылов. — Санкт-Петербург : тип. М. Меркушева, 1913 г. — 16 с.
- К вопросу о способах заражения сыпным тифом: Доклад, чит. в Саратовск. физ.-мед. о-ве 30-го апр. 1916 г. / Д. О. Крылов, проф. Имп. Николаев. ун-та. — Саратов : тип. Союза печ. дела, 1916 г. — 8 с.
- Клинические лекции : Внутренние болезни и терапевтическая клиника Клиника разлитых почечныхъ заболеваний Классификация Volhard’a и Fahr’a / Проф. Д. О. Крылов, дир. Терапевтич. фак. клиники Саратовск. гос. ун-та. — Саратов : Гос. изд-во, 1924 г. — 153 с.
- К вопросу о роли расстройств вегетативной нервной системы в патогенезе некоторых органических заболеваний: Доложено в Ленингр. терапевт. о-ве 11 мая 1926 г. / Проф. Д. О. Крылов [Из Госпит. терапевт. клиники Воен.-мед. акад. (дир.-проф. Д. О. Крылов)]. — Харьков : Научная мысль, 1926 г. — 14 с.
- Клиника хрониосептических заболеваний / Проф. Д. О. Крылов директор Госпитальной терапевтич. клиники Воен.-медиц. акад. в Лгр. — Москва ; Ленинград : Гос. изд-во, 1928 г. — 210 с.

## Награды
- Орден Красного Знамени (06.11.1945)
- Орден Отечественной войны II степени (11.07.1945)
- Орден Красной Звезды (03.11.1944)
- Юбилейная медаль «XX лет Рабоче-Крестьянской Красной Армии»
- Медаль «За победу над Германией в Великой Отечественной войне 1941—1945 гг.» (09.05.1945)
- Медаль «За оборону Ленинграда» (22.12.1942)

### Звания
- Заслуженный деятель науки РСФСР (1944)